# Pr0211 b
Pr0211 b (иногда также Pr 0211 b) — экзопланета у звезды Pr0211 в созвездии Рака на расстоянии 550 световых лет от Солнца. Относится к классу газовых гигантов и является ближайшей к звезде из двух планет в системе, в которой также находится Pr0211 c. Родительская звезда, очень похожая на Солнце, имеет спектральный класс G9 и относится к жёлтым карликам. Это одна из первых экзопланетных систем, обнаруженных в звёздном скоплении Ясли и единственная известная система в рассеянном скоплении, в которой больше одной планеты.
Pr0211 b была обнаружена в 2012 году вместе с Pr0201 b Сэмом Куинном и его коллегами. Параметры были обновлены в 2016 году после обнаружения второй планеты в системе, Pr0211 c. Из-за обнаружения путём метода Доплера, нельзя узнать радиус. Однако известно, что планета вращается по орбите с низким эксцентриситетом на расстоянии 0,03 а. е. от звезды за 2 земных дня и имеет массу, почти вдвое превосходящую массу Юпитера.